# Hound Dog (gruppo musicale)
Gli Hound Dog (ハウンド ドッグ) sono un gruppo musicale J-rock giapponese formatasi nel 1976 e proveniente da Sendai. Il nome del gruppo proviene dal brano Hound Dog di Elvis Presley. Nel corso degli anni il gruppo ha attraversato numerosi cambi di formazione che hanno portato al totale stravolgimento del gruppo originario, di cui è rimasto solamente Kohei Otomo, cantante e fondatore del gruppo. Sono noti in occidente principalmente per il brano musicale R★O★C★K★S, prima sigla di apertura dell'anime Naruto.

## Discografia

### Album studio
- Welcome To The Show Rock'n Roll (1980)
- STAND PLAY (1981)
- Power Up! (1981)
- ROLL OVER (1982)
- BRASH BOY (1983)
- DREAMER (1984)
- SPIRITS! (1985)
- LOVE (1986)
- BE QUIET (1987)
- GOLD (1989)
- VOICE (1990)
- BACK TO ROCK (1991)
- BRIDGE (1992)
- RIVER (1993)
- ROCK ME (1994)
- ACROSS THE RAINBOW (1996)
- BABY UNIVERSE (1998)
- HAPPY STAR (2000)
- BIG DIPPER (2002)
- 11 ROOMS FOR SKY (2004)
- OMEGA (2005)

### Album dal vivo
- ROLL OVER TOUR TOKYO （1982）
- STEPPING WOLF 狼と踊れ （1983）
- Tender Night...and seated （1999）
- LUCKY and HAPPY Live Best Hit （2000）

### Raccolte
- Rocks To Roll （1987）
- Nothing But Rock And Roll （1988）
- Heart of Ballad （1988）
- FAVORITE THINGS〜HOUND DOG BEST 1987-1992〜 （1992）
- Home Grown （1997）
- GOLDEN J-POP/THE BEST ハウンド・ドッグ （1997）
- THE BEST〜innocent days〜 （1998）
- Lucky Star （1999）
- Early Days （2001）